# Analytische Torsion
Die analytische Torsion, auch Ray-Singer-Torsion (nach Daniel Burrill Ray, Isadore M. Singer), ist eine Invariante aus dem mathematischen Teilgebiet der Globalen Analysis. Sie wird mittels der regularisierten Determinante des Laplace-Operators definiert und stimmt mit der Reidemeister-Torsion überein (Satz von Cheeger-Müller).

## Definition
Es sei {\displaystyle M} eine Riemannsche Mannigfaltigkeit und {\displaystyle \rho \colon \pi _{1}M\to O(N)} eine orthogonale Darstellung der Fundamentalgruppe, so dass der mittels der Wirkung der Fundamentalgruppe auf der universellen Überlagerung definierte Kettenkomplex {\displaystyle C_{*}({\widetilde {M}},\mathbb {R} )\otimes _{\mathbb {R} \left[\pi _{1}M\right]}\mathbb {R} ^{N}} azyklisch ist.
Das zu {\displaystyle \rho } assoziierte flache Bündel {\displaystyle E} hat eine kompatible Metrik, mit der man den auf Differentialformen {\displaystyle \Lambda ^{q}(M,E)} wirkenden Hodge-Laplace-Operator {\displaystyle \Delta _{q}} definiert. Seien {\displaystyle \lambda _{j}} die Eigenwerte von {\displaystyle \Delta _{q}}, dann definiert man seine Zeta-Funktion durch
{\displaystyle \zeta _{q}(s)=\sum _{\lambda _{j}>0}\lambda _{j}^{-s}}
für {\displaystyle Re(s)>{\tfrac {N}{2}}} und durch analytische Fortsetzung dieser Funktion für {\displaystyle s\in \mathbb {C} }, und seine regularisierte Determinante durch
{\displaystyle \log \det(\Delta _{q})=-{\frac {d}{ds}}\mid _{s=0}\zeta _{q}(s)}.
Die analytische Torsion {\displaystyle T_{M}(\rho )} wird definiert durch
{\displaystyle \log T_{M}(\rho )={\frac {1}{2}}\sum _{q}(-1)^{q}q{\frac {d}{ds}}\mid _{s=0}\zeta _{q}(s)}
oder äquivalent durch
{\displaystyle T_{M}(\rho )=\Pi _{q}\det(\Delta _{q})^{-(-1)^{q}{\frac {q}{2}}}}.

## Satz von Cheeger-Müller
Der Satz von Cheeger-Müller (vormals Ray-Singer-Vermutung) besagt die Gleichheit von analytischer Torsion und Reidemeister-Torsion. Er wurde zunächst von Cheeger und Müller für orthogonale oder unitäre Darstellungen bewiesen und später von Müller auf unimodulare Darstellungen verallgemeinert. Die Gleichheit der beiden Invarianten findet Verwendung in der perturbativen Chern-Simons-Theorie.